# Keelung
Keelung (auch Jilong oder Chilung, chinesisch 基隆市, Pinyin Jīlóng Shì, Zhuyin ㄐㄧ ㄌㄨㄥˊ ㄕˋ, Pe̍h-ōe-jī Ke-lâng Chhī) ist eine kreisfreie Hafenstadt im Nordosten von Taiwan.

## Lage
Keelung liegt an der Nordküste der Insel Taiwan. Die Stadt hat den größten Naturhafen Nord-Taiwans und der Hafen reicht bis in das Stadtzentrum hinein. Die Stadt ist von Bergen umgeben und hat deswegen nur wenig Hinterland. Keelung ist heute in sieben Bezirke unterteilt. Zum Stadtgebiet gehören auch sieben Inseln: Heping Dao (和平島), Zhongshan Tsai Dao (中山仔嶼), Tongpan Yu (桶盤嶼), Jilong Yu (基隆嶼), Pengjia Yu (彭佳嶼), Mianhua Yu (棉花嶼) und Huaping Yu (花瓶嶼). Die erstgenannten drei sind heute durch Brücken miteinander verbunden und werden zusammen auch als Heping Dao geführt. Sowohl die Bezirke als auch die Inseln weisen jeweils einen eigenen Charakter auf.

## Geschichte
Keelung hat eine besondere historische Bedeutung, da hier die Spanier 1626 erstmals in Taiwan eine befestigte Siedlung bauten (San Salvador). Drei Jahre später bauten sie ein zweites Fort in Tamsui (Fort Santo Domingo). 1642 zogen die Spanier nach einer längeren Belagerung durch die Holländer aus Taiwan ab, nachdem sie schon einige Jahre vorher Fort Santo Domingo aufgegeben hatten. Die Holländer wiederum flohen aus Keelung, nachdem Zheng Chenggong (Koxinga) die im Süden Taiwans gelegene holländische Niederlassung in Tainan erobert hatte. Sie kehrten zwei Jahre später noch einmal zurück, gaben den Stützpunkt aber 1668 endgültig auf, weil der Handel mit China nicht die erhofften Profite brachte.
Während der Herrschaft der Qing-Dynastie begann sich Keelung ab etwa dem Jahr 1800 zunehmend zu entwickeln. Die wirtschaftliche Entwicklung beruhte zum einen auf dem guten Naturhafen, der Goldgewinnung aus dem Fluss Keelung und später der Ausbeutung der neu entdeckten hochwertigen Kohlevorkommen.
Während des Chinesisch-Französischen Kriegs war Keelung in der Zeit vom 1. Oktober 1884 bis 22. Juni 1885 von französischen Truppen unter General Jacques Duchesne besetzt.
Während der Zeit, als Taiwan unter japanischer Herrschaft war, wurde der Stadtname auch Kiirun gelesen. Während des Pazifikkrieges waren Stadt und Hafen Ziel US-amerikanischer Luftangriffe.

## Gegenwart
Heute ist Keelung eine relativ moderne Stadt mit ca. 361.000 Einwohnern (2024). Die Stadt besitzt den zweitwichtigsten Hafen Taiwans, der auch ein Tiefwasserhafen ist. Vergleichsweise berühmt ist der Nachtmarkt.

## Klima
Das Klima ist subtropisch warm und sehr regenreich.
|                        | Jan   | Feb  | Mär  | Apr  | Mai   | Jun   | Jul   | Aug   | Sep   | Okt   | Nov   | Dez   |   |       |
| Mittl. Temperatur (°C) | 16    | 16,2 | 17,9 | 21,3 | 24,5  | 27,3  | 29,3  | 28,9  | 27    | 24,1  | 21,2  | 17,7  | ⌀ | 22,6  |
| Mittl. Tagesmax. (°C)  | 18,3  | 18,8 | 20,8 | 24,4 | 27,7  | 30,7  | 33    | 32,3  | 29,6  | 26,2  | 23,3  | 19,9  | ⌀ | 25,4  |
| Mittl. Tagesmin. (°C)  | 13,9  | 14,2 | 15,5 | 18,8 | 22    | 24,6  | 26,4  | 26,2  | 24,7  | 22,2  | 19,2  | 15,7  | ⌀ | 20,3  |
|                        |       |      |      |      |       |       |       |       |       |       |       |       |   |       |
| Niederschlag (mm)      | 331,6 | 397  | 321  | 242  | 285,1 | 301,6 | 148,4 | 210,1 | 423,5 | 400,3 | 399,6 | 311,8 | Σ | 3772  |
|                        |       |      |      |      |       |       |       |       |       |       |       |       |   |       |
| Sonnenstunden (h/d)    | 1,8   | 1,8  | 2,4  | 2,8  | 3,4   | 4,2   | 6,9   | 6,6   | 4,7   | 3     | 2,3   | 1,8   | ⌀ | 3,5   |
|                        |       |      |      |      |       |       |       |       |       |       |       |       |   |       |
| Regentage (d)          | 20,3  | 19,1 | 19,9 | 16,9 | 17    | 14,8  | 8,8   | 10,8  | 15,8  | 16,6  | 18,6  | 19    | Σ | 197,6 |

| 13,9 |

| 14,2 |

| 15,5 |

| 18,8 |

| 22 |

| 24,6 |

| 26,4 |

| 26,2 |

| 24,7 |

| 22,2 |

| 19,2 |

| 15,7 |

| 13,9 |

| 14,2 |

| 15,5 |

| 18,8 |

| 22 |

| 24,6 |

| 26,4 |

| 26,2 |

| 24,7 |

| 22,2 |

| 19,2 |

| 15,7 |

## Administrative Gliederung
Keelung ist in sieben Bezirke (區,  Qu) eingeteilt:
| Distrikt  | Distrikt   | Distrikt | Einwohner (Sep. 2018) | Fläche (km²) |
| --------- | ---------- | -------- | --------------------- | ------------ |
|           | Zhongzheng | 中正區   | 51.734                | 10,2118      |
| Zhongshan | 中山區     | 47.460   | 10,5238               |              |
| Ren’ai    | 仁愛區     | 43.970   | 4,2335                |              |
| Xinyi     | 信義區     | 52.463   | 10,6706               |              |
| Anle      | 安樂區     | 82.269   | 18,0250               |              |
| Nuannuan  | 暖暖區     | 38.630   | 22,8283               |              |
| Qidu      | 七堵區     | 53.842   | 56,2659               |              |

## Stadtsymbole
Das Wappen Keelungs besteht aus einem blauen Ring, der nach oben hin eine Öffnung aufweist, mit stilisierten grünen Berggipfeln im Zentrum des Kreises. Die Öffnung des Kreises soll dabei die Hafenausfahrt symbolisieren und die grünen Gipfel das hügelige Umland Keelungs. Im Vordergrund stehen die beiden Schriftzeichen des Stadtnamens 基隆, die so gestaltet sind, dass sie an ein Containerschiff erinnern sollen. Es gibt eine eigene Stadthymne (基隆市市歌 – „Stadthymne der Stadt Keelung“), die die Landschaft und den Wohlstand der Stadt preist. Offizieller Stadtbaum ist der Formosa-Amberbaum (Liquidambar formosana), offizielle Stadtblume die Chinesische Lagerströmie (Lagerstroemia indica), offizieller Stadtvogel der Adler und der Stadtfisch die Meerbrasse Acanthopagrus schlegelii.

## Verkehrsanbindung
Keelung ist mit dem Zug, Bus und über die Autobahn gut erreichbar. Von Taipeh aus ist es über die Nationalautobahnen 1 und 3 etwa eine halbe Stunde mit dem Auto entfernt. Die Nahverkehrszüge der Taiwan Railway von Taipeh zum Hauptbahnhof Keelung benötigen etwa 40 Minuten. Überlandbusse bedienen mehrere Punkte innerhalb der Stadt.

## Söhne und Töchter der Stadt
- Chen Ti (* 1983), Tennisspieler
- Yang Ya-yi (* 2004), Tennisspielerin